# ژیل بوسکه
ژیل بوسکه (فرانسوی: Gilles Bosquet‎؛ زادهٔ ۱۴ ژوئیهٔ ۱۹۷۴) قایقران روئینگ اهل فرانسه بود.